# Brindalus rotundipennis
Brindalus rotundipennis är en skalbaggsart som beskrevs av Edmund Reitter 1892. Brindalus rotundipennis ingår i släktet Brindalus och familjen Aphodiidae. Inga underarter finns listade.